# Hohatzenheim
Hohatzenheim (en alsacià Àtzne) és un antic municipi i actual municipi delegat francès, situat a la regió del Gran Est, al departament del Baix Rin. L'any 1999 tenia 231 habitants.
A finals del 2015 es va unir als municipis de Gingsheim, Mittelhausen i Wingersheim per crear el nou municipi de Wingersheim les Quatre Bans.

## Demografia
| 1962 | 1968 | 1975 | 1982 | 1990 | 1999 |
| ---- | ---- | ---- | ---- | ---- | ---- |
| 164  | 164  | 163  | 180  | 188  | 231  |

## Administració
| Període | Identitat         | Partit |
| ------- | ----------------- | ------ |
| 2001-   | Jean-Marie Criqui |        |